# اچ‌دی ۷۹۲۴
اچ‌دی ۷۹۲۴ یک ستاره است که در صورت فلکی ذات‌الکرسی قرار دارد.